# Franz Xaver Kugler
Franz Xaver Kugler (27 de noviembre de 1862 en Königsbach an der Weinstraße (Renania-Palatinado, Alemania) - 25 de enero de 1929 en Lucerna (ciudad), Suiza) fue un químico, matemático y astrónomo alemán que además se tituló en teología. 
Es conocido por sus estudios sobre las tabletas de arcilla con escritura cuneiforme en relación con la astronomía de Babilonia.

## Biografía
Kugler estudió ciencias naturales en la Universidad de Heidelberg y en la Universidad de  Múnich. En 1885 se doctoró en química. Un año más tarde se incorporó al noviciado de los jesuitas en los Países Bajos, estudiando posteriormente filosofía en Holanda y teología en Ditton Hall (Reino Unido).
Kugler fue ordenado sacerdote en 1893. Desde 1897 se dedicó a la docencia como profesor de matemáticas superiores en el centro de enseñanza de los jesuitas en Valkenburg (Países Bajos). Su aportación más valiosa fue la ampliación de las teorías existentes sobre la astronomía lunar y planetaria babilónicas, comenzando a publicar sus escritos sobre el tema en 1907. Sin embargo, su trabajo completo sobre astronomía babilónica nunca fue terminado, con solamente tres volúmenes del total de cinco previstos.
Ocho semanas después de su 67 cumpleaños, Kugler murió en el asilo de ancianos Castillo de Steinhof en Lucerna.

## Trabajos
- Die Babylonische Mondrechnung, Friburgo de Brisgovia, 1900.
- Darlegungen und Thesen über altbabylonische Chronologie, Zeitschrift für Assyriologie und verwandte Gebiete, 22 (1909), 63-78 (*).
- Zwei Kassitenkönige der Liste A, Zeitschrift für Assyriologie und verwandte Gebiete, 24 (1910), 173-178.
- Chronologisches und Soziales aus der Zeit Lugalanda’s und Urukagina’s, Zeitschrift für Assyriologie und verwandte Gebiete, 25 (1911), 275-280.
- Bemerkungen zur neuesten Königsliste, Zeitschrift für Assyriologie und verwandte Gebiete, 27 (1912), 242-245.
- Contribution à la météorologie babylonienne, Revue d’assyriologie et d’archéologie orientale, 8 (1911), 107-130.

## Eponimia
- El cráter lunar Kugler lleva este nombre en su memoria.[2]